# Dunlop World Challenge Tennis Tournament 2009
Das Dunlop World Challenge Tennis Tournament 2009 war ein Tennisturnier der ATP Challenger Tour 2009 für Herren und ein Tennisturnier des ITF Women’s Circuit 2009 für Damen in Toyota. Die Turniere fanden zeitgleich vom 23. bis zum 29. November 2009 statt.